# Liste von Museen in den Vereinigten Staaten
In dieser Liste werden Museen in den USA nach Orten sortiert.

## B
- Baltimore
  - Baltimore and Ohio Railroad Museum
  - Contemporary Museum
  - Walters Art Museum

- Birmingham (Alabama)
  - Birmingham Museum of Art

- Boston
  - Boston Athenæum
  - Museum of Fine Arts
  - Isabella Stewart Gardner Museum

## C
- Cambridge (Massachusetts)
  - Peabody Museum of Archaeology and Ethnology
- Chicago
  - Adler-Planetarium
  - Art Institute of Chicago
  - Field Museum of Natural History
  - Intuit: The Center for Intuitive and Outsider Art
  - Leather Archives and Museum
  - Museum of Broadcast Communications
  - Museum of Contemporary Art (Chicago)
  - Museum of Science and Industry
  - Renaissance Society
  - Shedd Aquarium
- Clarksdale (Mississippi)
  - Delta Blues Museum

## D
- Dallas
  - Dallas Museum of Art
- Davenport
  - Figge Art Museum
- Detroit
  - Detroit Institute of Arts
  - Museum of Contemporary Art MOCAD

## F
- Fort Worth, Texas
  - National Cowgirl Museum and Hall of Fame
- Fredericksburg, Texas
  - National Museum of the Pacific War (Nimitz-M.)
- Fredericksburg, Virginia
  - Stafford County Museum (Virginia)

## H
- Houston, Texas
  - Museum of Fine Arts, Houston
  - Houston Museum of Natural Science
  - The Contemporary Arts Museum Houston
  - Holocaust Museum Houston
  - The Menil Collection and Rothko Chapel, Montrose area

## L
- Los Angeles
  - J. Paul Getty Museum
  - Huntington Library and Collections
  - Museum of Contemporary Art
  - Museum of Jurassic Technology
  - Los Angeles County Museum of Art

## N
- New York City → Liste der Museen in New York City
- New Orleans
  - National World War II Museum

## P
- Philadelphia
  - Philadelphia Museum of Art
  - Barnes Foundation
- Pittsburgh
  - Carnegie Museum of Art
- Portland (Maine)
  - Portland Museum of Art
- Potomac (Maryland)
  - Glenstone Museum
- Providence, Rhode Island
  - Rhode Island School of Design Museum

## S
- Salt Lake City
  - Utah Museum of Fine Arts
- San Francisco
  - San Francisco Museum of Modern Art
- St. Petersburg (Florida)
  - Salvador Dalí Museum
- Seattle
  - Burke Museum of Natural History and Culture
- Shelburne (Vermont)
  - Shelburne Museum
- Stafford (Kansas)
  - Stafford County Museum (Kansas)

## T
- Toledo (Ohio)
  - Toledo Museum of Art

## W
- Washington, D.C.
  - Smithsonian
  - National Gallery of Art
  - National Museum of the American Indian
  - Phillips Collection
  - United States Holocaust Memorial Museum
- Williamstown (Massachusetts)
  - Sterling and Francine Clark Art Institute